# Osborn (Maine)
Osborn – miasto w Stanach Zjednoczonych, w stanie Maine, w hrabstwie Hancock.